# Елеонора Сірс
Елеонора Сірс (англ. Eleonora Sears; 28 вересня 1881 — 16 березня 1968) — колишня американська тенісистка.
Найвищу одиночну позицію світового рейтингу — 6 місце досягла в рейтингу США.
Перемагала на турнірах Великого шолома в парному та змішаному парному розрядах.

## Фінали турнірів Великого шолома

### Одиночний розряд: 1 (1 поразка)
| Результат | Рік  | Турнір                     | Покриття | Суперниця  | Рахунок  |
| --------- | ---- | -------------------------- | -------- | ---------- | -------- |
| Поразка   | 1912 | Національний чемпіонат США | Трава    | Мері Браун | 4–6, 2–6 |

### Жінки, парний розряд: 5 (4–1)
| Результат | Рік  | Турнір                     | Покриття | Партнерка             | Суперниці                       | Рахунок        |
| --------- | ---- | -------------------------- | -------- | --------------------- | ------------------------------- | -------------- |
| Перемога  | 1911 | Національний чемпіонат США | Трава    | Гейзел Гочкіс-Вайтмен | Дороті Ґрін Флоренс Саттон      | 6–4, 4–6, 6–2  |
| Перемога  | 1915 | Національний чемпіонат США | Трава    | Гейзел Готчкісс       | Гелен Гоманс Mrs. G. L. Chapman | 10–8, 6–2      |
| Перемога  | 1916 | Національний чемпіонат США | Трава    | Молла Маллорі         | Луїс Геммонд Реймонд Една Вілді | 4–6, 6–2, 10–8 |
| Перемога  | 1917 | Національний чемпіонат США | Трава    | Молла Б'юрстедт       | Філліс Волш Ґрейс Роберт Лірой  | 6–2, 6–4       |
| Поразка   | 1919 | Національний чемпіонат США | Трава    | Гейзел Готчкісс       | Маріон Зіндерштайн Елінор Ґосс  | 8–10, 7–9      |

### Мікст: 2 (1–1)
| Результат | Рік  | Турнір                     | Покриття | Партнер         | Суперник і суперниця             | Рахунок        |
| --------- | ---- | -------------------------- | -------- | --------------- | -------------------------------- | -------------- |
| Поразка   | 1912 | Національний чемпіонат США | Трава    | Вільям Клотьєр  | Мері Браун Річард Норріс Вільямс | 4–6, 6–2, 9–11 |
| Перемога  | 1916 | Національний чемпіонат США | Трава    | Вілліс Е. Девіс | Флоренс Баллін Білл Тілден       | 6–4, 7–5       |